# Anumeta parvimacula
Anumeta parvimacula là một loài bướm đêm trong họ Erebidae.